# Петар Радевић
Петар Радевић (Рогами, код Подгорице, 29. јун 1918 — Београд, 12. мај 2003) био је учесник Народноослободилачке борбе, генерал-мајор-пилот Војске Југославије у резерви и народни херој Југославије.

## Биографија
Рођен је 29. јуна 1918. године у селу Рогами, код Подгорице. Одрастао је у чиновничкој породици. Када је имао четири године његов отац Радован је активиран из резерве у активну службу  Југословенске војске али се у служби није дуго задржао. Петар је основну школу је завршио у родном селу, а гимназију у Подгорици. Након завршетка гимназије уписао је Нижу школу Војне академије у Београду уписује као припадник 66. класе 26. септембар 1938. године. Током школовања одабрао је род ваздухопловство а 1. децембра 1940. године унапређен је чин ваздухопловног потпоручника и постао је припадник Југословенског краљевског ратног ваздухопловства. Био је у првој генерацији војних пилота који су завршили овај смер на Војној Академији.
Петар се још у току гимназијских дана, повезао са комунистима. Његови другови Данило и Душан Бојовић су били чланови илегалне Комунистичке партије Југославије (КПЈ). Петар није био члан КПЈ, већ њен симпатизер и сматрао је себе комунистом. У време грађанског рата у Шпанији, 1937. године, Петар се пријавио да као добровољац иде у Шпанију и тамо се бори против фашизма. Пошто је група добровољаца, с којом је требало да иде, била откривена, његов одлазак је био спречен.
Априлски рат 1941. године затекао га је у Сарајеву. Након брзе капитулације Југословенске војске, заједно с групом официра је избегао заробљавање и отишао у Црну Гору. По доласку у родно село, повезао се са члановима Комунистичке партије Југославије и касније се укључио у рад на организовању устанка. Као активни официр посебно је радио на сакупљању и склањању оружја, као и на војном обучавању омладине. Када је избио Тринаестојулски устанак налазио се у Рогамској устаничкој чети и са њом учествовао у борбама на Дољанској Главици, где се истакао као пушкомитраљезац.
У јесен 1941. године био је добровољац у батаљону „18. октобар”, с којим је пошао у Санџак, у сусрет партизанима који су се повлачили из западне Србије. Са овим батаљоном је учествовао у Пљеваљској битци, 1. децембра 1941. године. Током ове битке, учествовао је у борби на Савином латку где је уништена италијанска колона. Након тешког пораза код Пљеваља, многи борци-добровољци су се поколебали и вратили кућама. Петар је тада око себе окупио двадесетак бораца с којима је 21. децембра 1941. у Рудом ступио у Прву чету Другог (црногорског) батаљона тада формиране Прве пролетерске ударне бригаде.
Као изузетно храбар и способан борац, у бригади је био постављен за командира Пратећег вода. С водом се посебно истекао у борби против немачких скијаша на Бијелим Водама, на Романији, 21. јануара 1942. године. Као искусан борац успео је да оспособи тешки митраљез, који се био заледио. Потом је дејствујући митраљезом успео да помогне извлачење дела Другог црногорског батаљона и да непријатељу нанесе губитке. У борби за Ливно, августа 1942. године Петар се поново показао као сналажљив борац. Док су се партизани провлачили кроз поље, да би између бункера упали у град, усташе су их откриле и из једне зграде отвориле ватру на борце који су застали, јер се није могло напред. Петар се тада, заједно с борцима Јованом Божовићем и Драгом Матковићем, одвојио од чете и кренуо улево. Наишли су на слабији отпор усташа и бацили бомбе на њих. Потом су искористили њихово повлачење, ка згради одакле је вршен главни напад, и укључили се у њихову колону. Када су стигли до зграде засули су је бомбама и уништили непријатеља. То је омогућило борцима да без губитака наставе напредовање ка граду. За овај изванредни подвиг, Петар је добио похвалу. Исте године је примљен у чланство КПЈ.
Септембра 1942. године упућен је у Далмацију, где је приликом формирања Прве далматинске бригаде био постављен за заменика команданта Трећег батаљона, а нешто касније за команданта овог батаљона. Као командант батаљона, посебно се истакао у борбама током Четврте и Пете непријатељске офанзиве. За показану храброст и постигнут успех у овим борбама, он и његова батаљон су били јавно похваљени преко радио-станице „Слободна Југославија”. За успех у борбама код Јајца, похвалио га је Врховни штаб НОВ и ПОЈ. У току Четврте непријатељске офанзиве, за време борби за Горњи Вакуф, сам је убио више од двадесет непријатељских војника, а приликом битке за Прозор, као командант Трећег батаљона је с групом другова уништио осам бункера и успео да се без губитака пробије у центар града. За овај подвиг добили су похвалу од Централног комитета КПЈ. Петар је више пута током рата предлаган за народног хероја.
После тешких борби на Сутјесци, половином јуна 1943. године, Петар се са својим батаљоном пробио у Херцеговину, где је остао до јесени 1943. године. Овде је извесно време командовао групом херцеговачких ударних батаљона. Почетком 1944. године, као авијатичар је био упућен у Врховни штаб, где је остао до одласка у Совјетски Савез. Одатле се након завршене обуке, јуна 1945. године, вратио с Првим југословенским ваздухопловним ловачким пуком у Југославију.
После доласка у Југославију, наставио је службу у Југословенском ратном ваздухопловству (РВ и ПВО), где је био на дужности команданта ваздухопловне дивизије, а касније и на другим дужностима. Године 1956. је пензионисан у чину пуковника ЈНА. Поводом дана републике 29. новембра 1999. унапређен је у чин резервног генерал-мајора ваздухопловства.
Преминуо је 12. маја 2003. године у Београду и сахрањен је у Алеји народних хероја на Новом гробљу у Београду.
Носилац је Партизанске споменице 1941. и других југословенских одликовања, међу којима су — Орден заслуга за народ првог реда, Орден братства и јединства првог реда, Орден партизанске звезде другог реда и Орден за храброст. Од иностраних одликовања, носилац је Партизанског крста НР Пољске. Орденом народног хероја одликован је 22. децембра 1951. године.